# Desmodium ospriostreblum
Desmodium ospriostreblum är en ärtväxtart som beskrevs av Emilio Chiovenda. Desmodium ospriostreblum ingår i släktet Desmodium och familjen ärtväxter. Inga underarter finns listade i Catalogue of Life.